# Протестантизм у Саудівській Аравії
Протестантизм у Саудівській Аравії— один із напрямів християнства в країні. За даними дослідницького центру Pew Research Center, у 2010 році в Саудівській Аравії проживало 100 тисяч протестантів, які становили 0,4% населення цієї країни. Однак точно невідома їх кількість в країні. За деякими оцінками кількість християн в країні станом на 2022 рік становила понад 2,1 мільйони . 
За деякими дослідженнями більшість протестантів Саудівської Аравії— це іноземці, які живуть у країні. (Офіційно, громадянин Саудівської Аравії зобов'язаний сповідувати іслам). За етнічною приналежністю більш ніж половина саудівських протестантів— філіппінці. Протестантами є значна частина американців, англійців та корейців (понад 10 тис. віруючих у кожній громаді). Протестантами є незначна частина індонезійців, китайців, тамілів та єгиптян. Протестанти є і серед арабів, насамперед це араби Лівану, Судану, Палестини та Сирії. Останнім часом зростає кількість протестантів серед вихідців з Індії, Ефіопії та Еритреї.
Передбачається, що в Саудівській Аравії існують і громади протестантів- крипто-християн, які приховують свою віру. Частина саудівських протестантів є так званими «ізольованими радіовіруючими», що підтримують свою віру лише завдяки радіопередач.

## Історичний огляд
За переказами, першим християнським проповідником у Саудівській Аравії був Варфоломій, один із 12 апостолів Христа. Протягом наступних століть на півострові з'явилися християнські церкви різних традицій. Християнство зазнало гонінь і було майже повністю знищено в Аравії у VII столітті, під час створення Арабського халіфату.
Перші місіонерські зусилля протестантів у Саудівській Аравії пов'язують з ім'ям Семюеля Цвемера (1867—1952), американського реформатського місіонера, якого прозвали «апостолом мусульман». У 1890 році, представляючи створену ним Американську арабську місію, Цвемер прибув до Бахрейну. Протягом наступних 15 років Цвемер подорожував Аравійським півостровом і намагався поширити християнство.
На початку XX століття у Дахрані з'явилися дві протестантські церкви; одна з них була пов'язана з «Плімутськими братами», інша — з Церквою Христа (Учні Христа). Служіння цих громад було обмежено іноземцями, що живуть у місті.
За даними «Всесвітньої християнської енциклопедії», у 1970 році в Саудівській Аравії проживало 2 тис. англікан та 18 тис. інших протестантів. Зі зростанням числа іноземних робітників у країні почали виникати підпільні незалежні громади євангельських християн. За віровченням і практикою більшість їх близькі до п'ятидесятників.

## Сучасний стан
Уряд Саудівської Аравії забороняє відкриту суспільну практику будь-якої немусульманської релігії, включаючи протестантизм. Мечеті є єдиними релігійними центрами країни, а будівництво церков заборонена. Офіційно уряд визнає право немусульман на особисту релігійне поклоніння в приватних будинках. Однак, різницю між суспільним і приватним поклонінням чітко не визначено. Така відсутність ясності, а також випадки довільного правозастосування з боку влади змушує більшість протестантів проводити релігійні збори таємно, уникаючи виявлення з боку влади.
Через підпільне становище протестантів, достовірних даних про їхнє служіння в країні майже немає. Однак, видання «Операція світ» містить інформацію про одну англіканську і 128 протестантських громад в країні у 2000 році.
За деякими оцінками, до 100 тис. жителів Саудівської Аравії є протестантами (2010 рік). З них 88,6 тис. осіб належать до різних євангельських церков. Найбільшу конфесійну групу представляють п'ятдесятники і неоп'ятидесятники (83 тис.), в першу чергу це вихідці з Філіппін, Індії, Південної Кореї, Ефіопії та Еритреї. Чисельність англікан оцінюється у 2 тис. осіб, більшість із них — британці. Серед корейців та американців є невелика кількість пресвітеріан. Але точну кількість протестантів у Саудівській Аравії обрахувати неможливо, адже є дані, що у 2010 році, відсоток громадян, які були християнами, дорівнював нулю, це є неправдивою інформацією, адже в країні заборонено релігійне навернення з ісламу. 
Проповідь будь-якої релігії, крім ісламу, заборонена; перехід мусульманина в християнство карається до смертної кари. Проте протестанти поширюють своє вчення з-за кордону через супутникове телебачення, християнське радіо та інтернет-служіння. Також існують окремі протестантські програми для вихідців із Саудівської Аравії у Лондоні та Парижі.
У 2023 році Open Doors World Watch List поставив Саудівську Аравію на 13-е місце серед  країн зі складними умовами для християнства. 